# Mapeo predictivo
El mapeo predictivo (en inglés remote predictive mapping) es una herramienta de análisis predictivo geoespacial. El análisis de un conjunto de datos se hace por medio de un modelo analítico y predictivo ejecutado por inteligencia artificial que luego gráfica geográficamente la información por medio de un SIG (Sistema de información geográfica). El objetivo es predecir los lugares o ubicaciones donde un fenómeno geoespacial sucede. En este momento el mapeo predictivo se está utilizando en los campos de la epidemiología y patología, geología, trabajo policial y minería entre otros.

## Modelado
Un modelo predictivo en el mapeo predictivo son expresiones matemáticas del rendimiento de un suceso respecto a su relación con un número de variables. Estos modelos usan cálculos estadísticos para medir el rendimiento futuro de estos sucesos En el análisis predictivo las variables pueden ser desde una a múltiples. El mapeo predictivo puede utilizar las características de la región a estudiar, aspectos de las variables estudiadas, la relación entre estos dos últimos o el rendimiento pasado del suceso estudiado.

## Aplicaciones
El mapeo predictivo ha sido aplicado en un número cada vez mayor de áreas. A continuación se encuentran algunos de los usos más conocidos para esta tecnología.

### Epidemiología y patología
El mapeo predictivo se utiliza en el área de la salud para poder predecir los lugares con la mayor probabilidad de sufrir problemas de salud. Por medio de la obtención de datos ambientales como humedad, temperatura y radiación se pueden encontrar áreas con el mayor riesgo de problemas de salud en una región. De esta manera, se pueden llevar a cabo procesos preventivos efectivos a gran escala.

### Geología
En casos donde el terreno es difícil de navegar, como en el norte de Canadá, se utiliza el mapeo predictivo para poder construir una imagen geológica de toda la región basándose en la información obtenida en sectores de la región. Asimismo, de junio datos obtenidos por los sensores satelitales de los SIGs permiten el estudio de las propiedades del suelo en regiones extensas. Así, se pueden estudiar como los cambios en la tierra llevan a cambios en el paisaje a gran escala.

### Búsqueda de recursos y minería
Por medio de modelos predictivos basados en ubicaciones pasadas de recursos (petróleo, agua, etc.) y metales y rocas preciosas (como el oro) se pueden predecir lugares nuevos donde estos objetos se pueden encontrar.

### Conservación animal
Los elementos que señalan la habitación de animales en un ecosistema específico sirven para predecir los patrones de movimiento y migración de estos animales alrededor del mismo ecosistema. Estudios científicos proponen estos conocimientos sobre el movimiento animal para programar rutas efectivas de patrullas conservadoras de vida animal y la planeación de fronteras naturales entre humanos y otros seres vivos en peligro de exinción.

### Prevención del crimen
Uno de los usos para el mapeo productivo ha sido la prevención del crimen por medio de la predicción de las áreas donde es más probable que se lleve a cabo un crimen. La proposición inicial de esta metodología es saber en qué sectores de una ciudad es más probable que suceda un crimen de tal manera que se puedan enviar oficiales de manera efectiva a estas zonas. Esta idea se basa principalmente en el hecho de que la presencia policial en estas ubicaciones prevendrá los crímenes que podrían haber pasado.
Los modelos de prevención se fundamentan en dos tipos distintos de pensamiento: uno que trabaja desde teorías criminalísticas, y otro de una manera estadística.
Modelo de revictimización: Este modelo que parte desde la criminología consiste en calcular el riesgo de crimen de un lugar empezando por el historial de robos de cada lugar. La teoría establece que si un ladrón roba una casa, es más probable que esa casa o las casas cercanas serán víctimas de otros robos. Esto se debe a que el ladrón se siente seguro de cómo navegar la seguridad de esa área y por eso sigue robando en la misma área. Asimismo, el modelo se ve influenciado por la teoría de que un delincuente tiene una zona de acción cerca de donde habita.
Modelo de “indicadores líderes”: Se utilizan grandes cantidades de datos para identificar patrones y tendencias que permitan producir “indicadores”. Estos indicadores son en realidad factores que afectan el nivel de crimen y se mezclan con datos policiales como llamadas para predecir zonas de peligro en el futuro.
Los departamentos de policía que hacen uso de esta metodología junto con otros estudios han identificado una serie de beneficios y desventajas del uso del mapeo predictivo para el crimen.

#### Beneficios
- Asignación de recursos policiacos efectiva: Saber que lugares presentan el mayor riesgo de crimen y los posibles horarios en que el crimen incrementa permite una programación de rutas de patrullaje efectiva.[3]

- Perfilación Criminal: Los datos obtenidos de crímenes anteriores predicen las personas que pueden cometer un crimen o que pueden reincidir antes de que lo hagan.[14]

#### Desventajas
- Correlación y no Causalidad: el mapeo predictivo encuentra factores que pueden afectar los niveles de crimen en un ares. Sin embargo, esta tecnología puede presentar factores que se encuentran relacionados más no son la causa de un mayor nivel de crimen. Los dos indicadores pueden verse afectados por el mismo factor.[3]

- Falta de Transparencia: La falta de conocimiento por parte de los policías sobre los datos utilizados para la predicción del crimen puede llevar a conclusiones generalizadas sobre áreas y personas que haga menos efectiva la predicción.[14]

## Herramientas
La herramienta utilizada principalmente en esta tecnologías son los SIG, marcos computarizados que permiten la recolección, manejo y análisis de datos para luego modelarlos, visualizarlos o organizarlos de manera geográfica.
Algunos SIGs que se utilizan para esto son:
- Landsat
- Maptitude
- Grass
- ArcGIS
- QGIS
- ETAP
- Mapublisher